# محمدرضا شبیبی

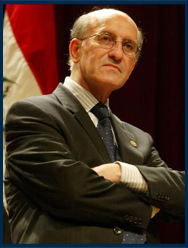
سنان الشبیبی، فرزند شیخ محمدرضا الشبیبی و رئیس فعلی بانک مرکزی عراق

شیخ محمّد رضا شبیبی، یکی از بزرگترین رجال سیاسی تاریخ عراق و از شاعران نامدار جهان عرب و از متفکرین به نام شیعه در عراق و از طرفداران مشروطیت ایران و از شاگردان آخوند خراسانی(از رهبران مشروطه) بود.

## استعمار ستیزی
شبیبی با مخالفت شدید خود با استعمار نیروهای انگلیسی در مبارزات انقلابی دهه بیست (موسوم به ثورة العشرین) به همراهی برادر خود محمد باقر الشبیبی نقش فعالی در پیروزی مبارزات مردم عراق علیه استعمار ایفا کرد
و بسبب رساندن نامه‌ای تاریخی و مهرمانه از طرف شیوخ عشایر عراق به شریف حسین در مکّه که در آنزمان رهبر جنبش آزادی خواه ملّت عرب از دولت عثمانی بود، به (سفیر ثورة العشرین) ملقّب گشت و در این نامه بود که مردم عراق از شریف حسین خواستار فرستادن یکی از فرزندان خود برای حکومت بر عراق به جای فرمانده مستعمر انگلیسی شدند که شریف حسین با قبول این پیشنهاد فرزند ارشد خود، فیصل را که بعدها به نام ملک فیصل اول شناخته شد به پادشاهی عراق انتخاب کرد.

شیخ محمّد رضا شبیبی پس از تشکیل دولت پادشاهی عراق برای پنج دوره نیز بعنوان وزیر معارف(آموزش و پرورش) دولت جدید و هشت دوره بعنوان نماینده در مجلس عراق انتخاب شد و رئاست مجمع علمی عراق را عهده دار بود. همچنین از طرف دانشگاه قاهره مصر نائل به مدرک دکترای افتخاری در ادب و لغت عربی گشت.

## در عرصه شعر
شیخ محمّد رضا شبیبی علاوه بر جنبهٔ سیاسی در شعر، ادبیات، فرهنگ و همچنین فقه و اصول و فلسفه شناخته شده بود و علاوه بر دیوان شعر معروف او کتب مختلفی را به نگارش در آورده‌است که از جمله آنان عبارتند از:
- اصول اللهجة العراقیه
- رحلة الی بادیة السماوه
- رحلة الی مغرب الأقصی
- احصاء العلوم
- تراثنا الفلسفی
- الدیمقراطیة و العرب
- اصول اللهجة العراقیه
- لهجات الجنوب

## درگذشت
شیخ محمّد رضا شبیبی سرانجام در سال ۱۳۶۸ هجری در بغداد دیده از جهان فروبست و رادیوی کشور عراق و بسیاری از کشورهای عرب و همچنین و علماء و ادبای سرشناس بسیاری چون دکتر طه حسین وفات او را تسلیت گفتند و شاعر مصری عمر اباظة پاشا در رثای او قصیده‌ای طولانی که ابتدای آن در ذیل آمده‌است سرود:
- قم فأدِ العزاء للأسلام
- فی زعیم وشاعر وإمام
- الشبیبی این ثانی الشبیبی
- إذا طمت الخطوب الدوامی ؟